# Лібор Радимець
Лібор Радимець (чеськ. Libor Radimec, нар. 22 травня 1950, Острава) — чехословацький футболіст, що грав на позиції захисника. Найбільш відомий за виступами у клубі «Банік», а також у складі національної збірної Чехословаччини. Триразовий чемпіон Чехословаччини, володар Кубка Чехословаччини. Олімпійський чемпіон (1980).

## Клубна кар'єра
Лібор Радимець народився в Остраві, та розпочав займатися футболом у місцевому клуб «Вітковіце». У 1969—1971 роках проходив армійську службу в команді «Дукла» з міста Їндржихув Градець. У 1971 році повернувся до клубу «Вітковіце», в якому грав до 1973 року.
У 1973 році Радимець перейшов до складу сильнішого остравського футбольного клубу «Банік». У складі «Баніка» став одним із основних гравців захисної ланки команди, став у складі команди триразовим чемпіоном Чехословаччини, а у сезоні 1977—1978 став у складі команди також володарем Кубка Чехословаччини.
У 1983 році Лібор Радимець отримав дозвіл на виступи за кордоном, та став гравцем австрійської команди «Аустрія» з Відня. Проте у складі «Аустрії» він зіграв лише 8 матчів, і ще в цьому ж році Радимець став гравцем іншого віденського клубу «Ферст Вієнна», у складі якої й завершив виступи на футбольних полях у 1985 році.

## Виступи за збірну
У 1980 році Лібор Радимець дебютував у складі національної збірної Чехословаччини. У цьому ж році в складі олімпійської збірної Чехословаччини був учасником футбольного турніру на Олімпійських іграх 1980 року у Москві, де був одним із основних захисників чехословацької збірної, яка здобула того року титул олімпійського чемпіона. У 1982 році Радимець грав у складі збірної на чемпіонаті світу в Іспанії, де чехословацька команда не зуміла вийти з групи. У складі збірної грав до 1982 року, провів у її формі 17 матчів, забивши 1 гол.

## Титули і досягнення
- Олімпійський чемпіон (1): 1980
- Чемпіон Чехословаччини (3):

«Банік» (Острава): 1975-76, 1979-80, 1980-81
- Володар Кубка Чехословаччини (1):

«Банік» (Острава): 1977-78